# Biggin Hill

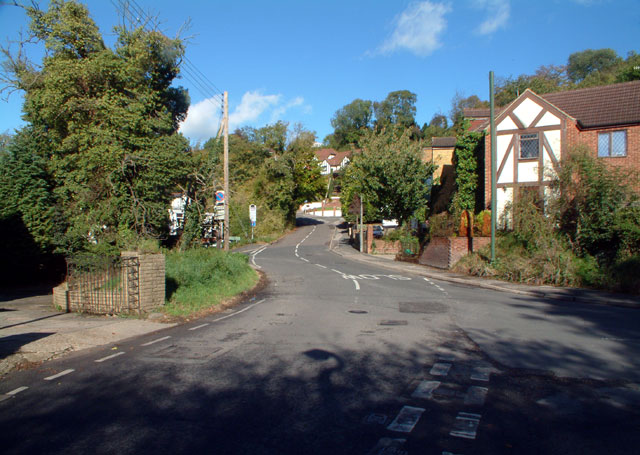
Polesteeple Hill, em Biggin Hill

Biggin Hill é um distrito no borough de Bromley, na Região de Londres, na Inglaterra. Está situado na estrada (A233) que vai de Bromley à Westerham.

## Aeródromo daRAF
Durante a Segunda Guerra Mundial, a região abrigou a "Operations Room" ("Sala de Operações") da Operation Crossbow (defesa contra a bomba voadora V-1). O aeródromo é mostrado no romance O Código Da Vinci. O antigo campo oeste do aeroporto é agora propriedade de Bernie Ecclestone, principal autoridade da F1.

## Educação
A Escola Charles Darwin é a única escola secundária da região. Existem dois jardins de infância e três escolas primárias na área, as escolas Biggin Hill Infant and Junior School e Oaklands Infant and Junior School. Há também a Cudham CE Primary School situada próxima de Foal Farm.

## Transporte e áreas locais
Biggin Hill está situada na periferia do Borough londrino de Bromley e por isso possui vínculos limitados com a rede de transporte público. A A233 (Bromley - Westerham) é a única estrada importante que atravessa a localidade, do norte para o sul. Em um dos lados, está situado o Vale de Biggin Hill. Não existem conexões ferroviárias para a localidade, todavia, em épocas recentes, aumentou o número de linhas de ônibus que a servem. Em maio de 2007, eram as seguintes:
- 320—Bromley North - Biggin Hill;
- 246—Bromley North - Westerham (Chartwell, durante o verão);
- 464—Tatsfield - New Addington (via Biggin Hill);
- R2—Melody Road - Petts Wood Station;
- R8—Biggin Hill - Orpington

### Localidades próximas
- Cudham
- Downe
- Leaves Green
- Orpington
- Bromley
- New Addington
- Addington

### Estações ferroviárias próximas
- Estação de Orpington
- Estação de Hayes
- Estação de Bromley South
- Estação de Bromley North
- Estação de Sevenoaks

### Aeroporto
- Aeroporto de Londres Biggin Hill

## Sobrenatural
Acredita-se que Biggin Hill seja residência de muitos fantasmas, algo que é creditado a existência da base aérea do tempo da II Guerra Mundial.